# 鲇楚克拉虫
鲇楚克拉虫（学名：Zschokkella parasiluri）为两极科楚克拉虫属的动物。分布于日本、俄罗斯以及辽宁、四川、浙江等，营寄生生活，寄生在鲇、怀头鲇、黄颡鱼X怀头鲇、大口鲇的胆囊。